# ヒットロール (RWS)

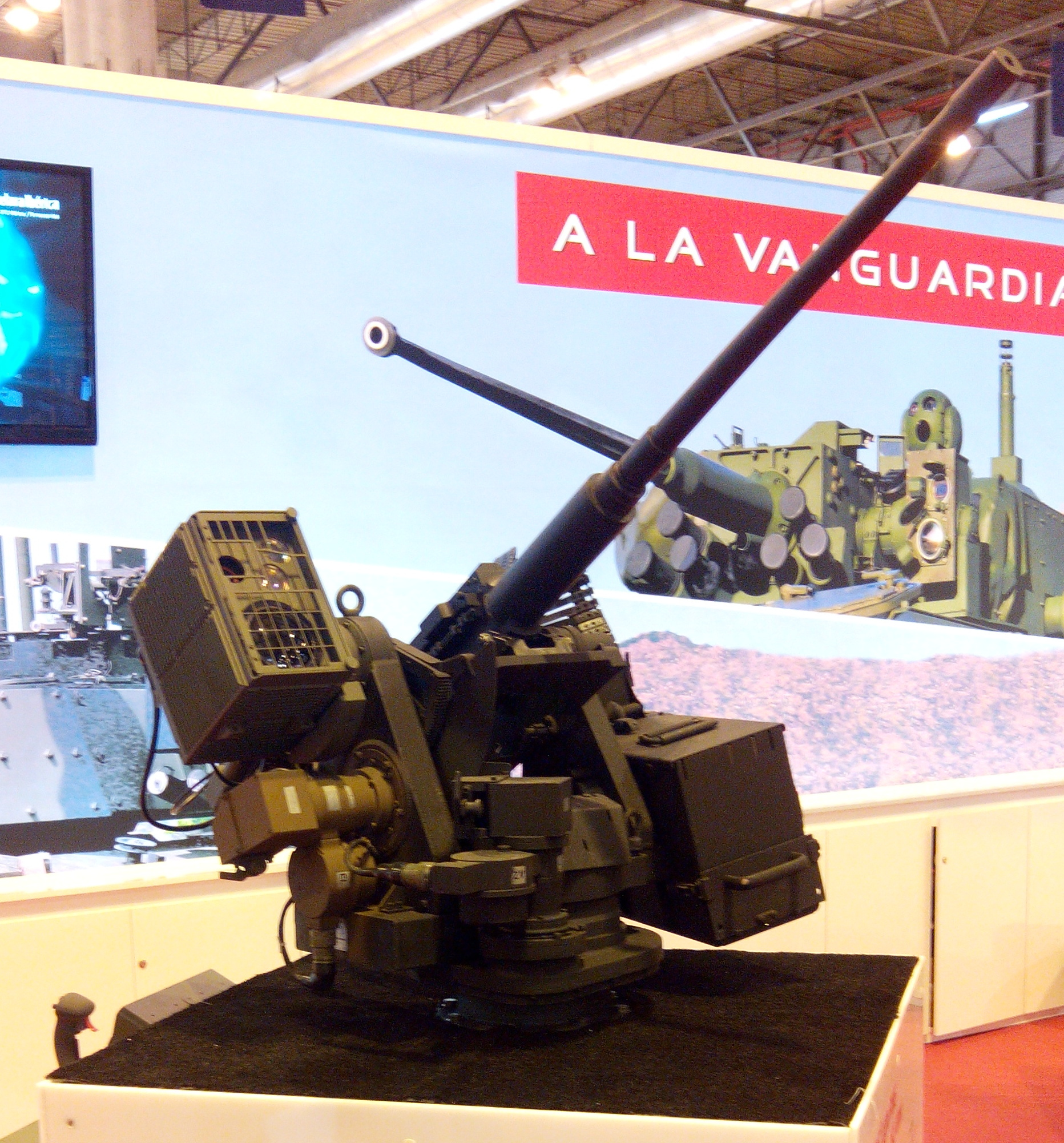

ヒットロール（Hitrole）はイタリアの兵器会社オート・メラーラ（レオナルド S.p.Aの傘下）が製造するリモートウェポンステーション。名称の一部の「ロール」"role" は "Remotely Operated, Light Electrical" の短縮形である。

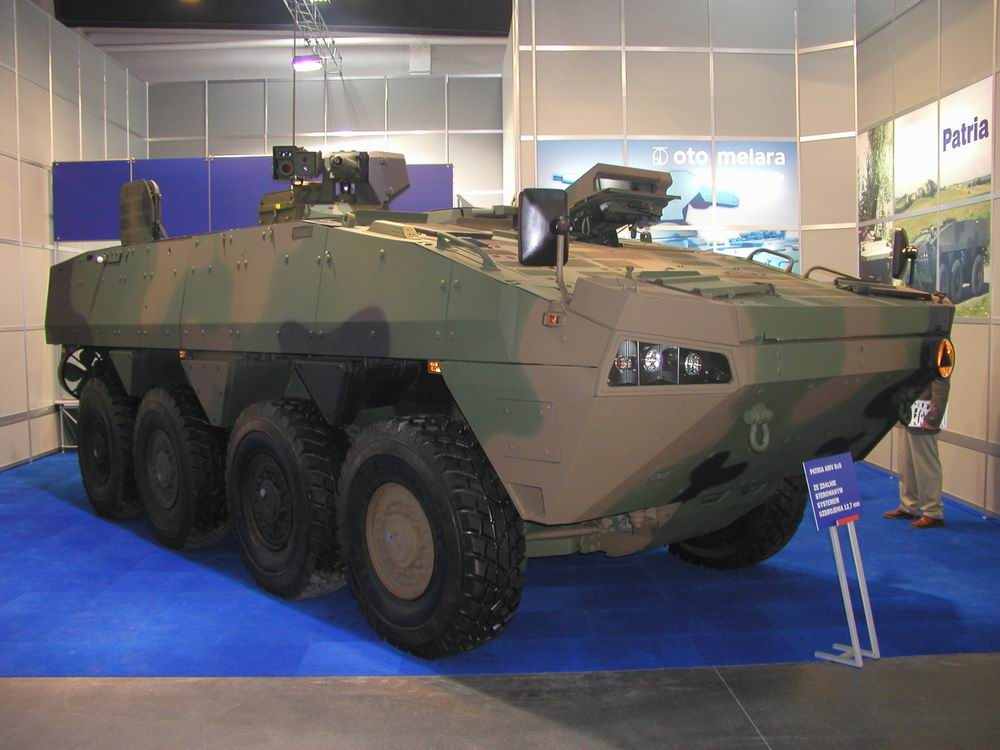
ロソマク8輪装甲車に搭載されたヒットロール12.7mm

タレットには5.56mm、7.62mm、12.7mmの機関銃や40mm自動擲弾銃などのさまざま種類の軽量な自動火器が搭載可能である。
火器はジャイロで安定化されている。タレットの重量は搭載火器の種類によって210kgから260kgの間である。銃手の遠隔照準装置には通常の可視光線カメラに加えて赤外線カメラおよびレーザー測距儀が追加されている。
銃手は射撃統制コンピューターの支援を受ける。射撃統制コンピューターは銃手の移動標的への追従を援助する。
2009年にイタリア陸軍はアフガニスタンでイヴェコ LMVに装備するために81基のタレットを発注した。
『ジェーン年鑑』によれば、シンガポール海軍は2013年8月にヒットロール・タレットを発注している。総計16基のタレットがシンガポールの8艇の沿岸任務艦艇用に発注された。

## 派生型
- ヒットロール-N
- ヒットロール-L
- ヒットロール-NT（2008年以降[6]）
- ヒットロール-G（2012年以降[7]）
- ヒットロール-20（2014年以降[8]）

## 採用国

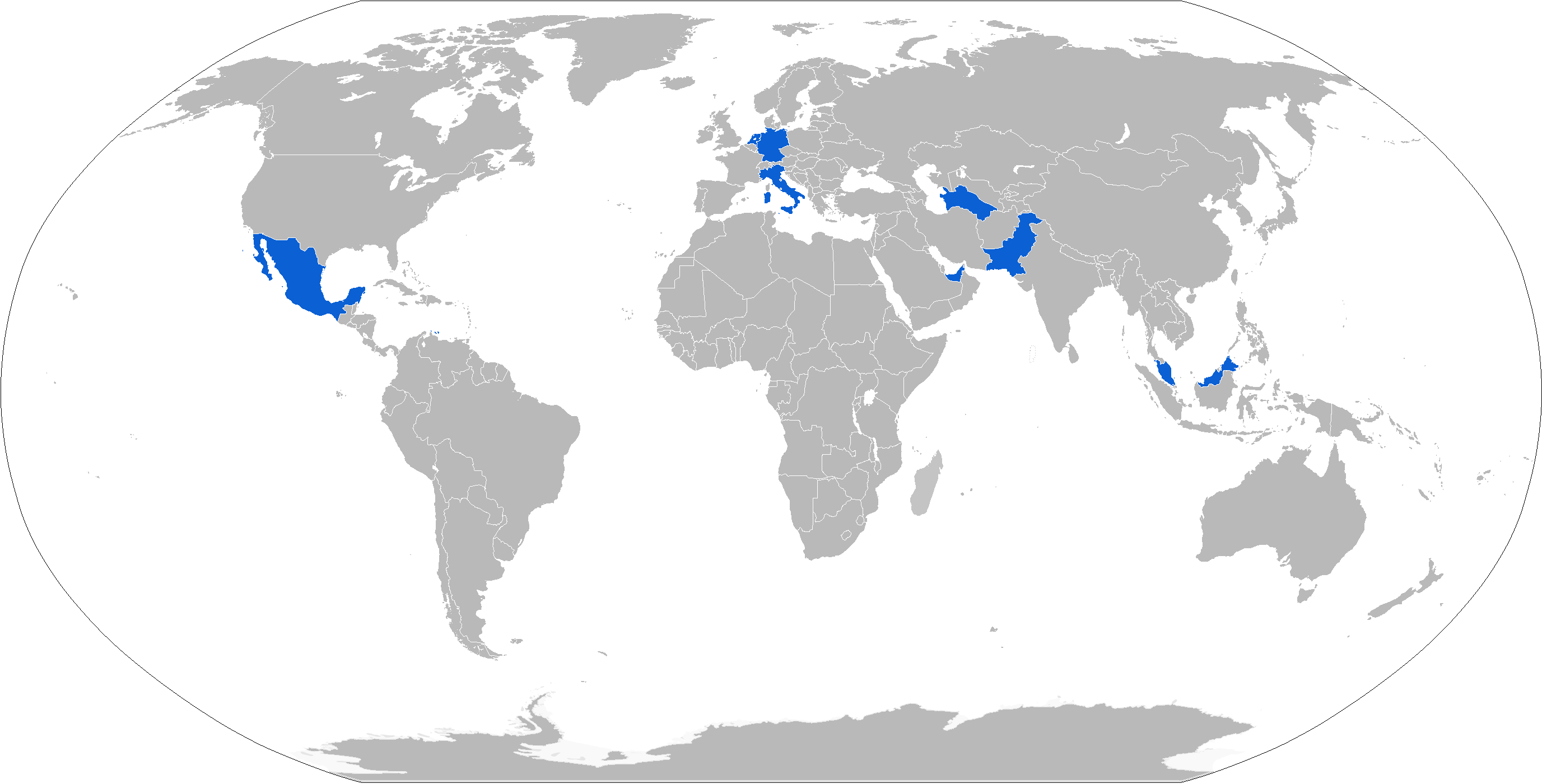
ヒットロール採用国を青く塗った地図

オート・メラーラ ヒットロールを使用する車両・船舶：

### 現用国
アラブ首長国連邦
- Falaj 2級アラブ首長国連邦海軍哨戒艇（ヒットロール-G 4基）
- Ghannatha級アラブ首長国連邦海軍哨戒艇（ヒットロール-G 24基）[9]

 ドイツ
- F-125級ドイツ海軍フリゲート（ヒットロール-NT 21基）

 イタリア
- Corrubia級財務警察哨戒艇（ヒットロール-N 13基）
- プーマ装甲歩兵戦闘車イタリア陸軍歩兵戦闘車（ヒットロール 19基）
- イヴェコ VTLM "リンス"イタリア陸軍（ヒットロール-L 100基）
- イヴェコ VTMM ”オルソ"イタリア陸軍（ヒットロール-L 40基）

 マレーシア
- MRTP 16級マレーシア沿岸警備隊哨戒艇（ヒットロール-N 18基）[10][11]

 メキシコ
- オアハカ級（英語版）メキシコ海軍哨戒艦 (OPV)（ヒットロール-N 8基）
- （ヒットロール-N 12基）[12]

 オランダ
- ホラント級オランダ海軍哨戒艦 (OPV)（ヒットロール-NT  2基）
- カレル・ドールマン多目的フリゲートオランダ海軍（ヒットロール-NT 4基）

 パキスタン
- （ヒットロール-N 2基）

 シンガポール
- 沿岸任務艦艇シンガポール海軍哨戒艇（ヒットロール-G 16基）[13]
- 海軍基地地上防衛（ヒットロール-G 10基）

 トルクメニスタン
- （ヒットロール-N）